# Le Monteil (Cantal)
Le Monteil è un comune francese di 262 abitanti situato nel dipartimento del Cantal nella regione dell'Alvernia-Rodano-Alpi.

## Società

### Evoluzione demografica
Abitanti censiti